# Jubelparktunnel (spoor)
De Jubelparktunnel is een spoortunnel in de gemeenten Schaarbeek en Etterbeek, in het Brussels Hoofdstedelijk Gewest. De tunnel heeft een lengte van 2331 meter. De dubbelsporige spoorlijn 26 gaat door deze tunnel.
Het station Merode ligt volledig in de tunnel, ter hoogte van de Tervurenlaan. De tunnel is vernoemd naar het nabijgelegen Jubelpark, maar loopt er niet onderdoor, zoals de Jubelparktunnel voor het wegverkeer wel doet.
De eerste tunnel had een lengte van 1716 meter en werd gebouwd door de Franse firma Fougerolle Frères in 1924 en 1925. Later werd de tunnel verlengd onder/naast de Pater de Dekenstraat.